# Морозівка (Каховський район)
Моро́зівка — село в Україні, у Чаплинській селищній громаді Каховського району Херсонської області. Населення становить 344 осіб.

## Історія
12 червня 2020 року, відповідно до Розпорядження Кабінету Міністрів України від № 726-р «Про визначення адміністративних центрів та затвердження територій територіальних громад Херсонської області», увійшло до складу Чаплинської селищної громади.
19 липня 2020 року, в результаті адміністративно-територіальної реформи та ліквідації Чаплинського району, село увійшло до складу новоутвореного Каховського району.
24 лютого 2022 року село тимчасово окуповане російськими військами під час російсько-української війни.

## Населення
Згідно з переписом УРСР 1989 року чисельність наявного населення села становила 241 особа, з яких 103 чоловіки та 138 жінок.
За переписом населення України 2001 року в селі мешкали 344 особи.

### Мова
Розподіл населення за рідною мовою за даними перепису 2001 року:
| Мова       | Відсоток |
| ---------- | -------- |
| українська | 49,13 %  |
| російська  | 2,91 %   |
| інші       | 47,96 %  |